# 绅士联盟
《绅士联盟》（英語：The League of Gentlemen）是一部英国黑色喜剧，由四人组杰瑞米·德桑、马克·加蒂斯、史蒂夫·佩姆伯顿和里斯·谢尔史密斯组成，他们四人共同担任编剧，除德桑外也任演员。他们每人都化装成多个角色，扮演英格兰北部的虚拟村庄Royston Vasey的居民。
三季节目从1999年开始在英國廣播公司第二台播出。尽管节目正式分类为情景喜剧，这个电视节目更像是小品，也有恐怖的元素。节目主要在哈德菲德拍摄，还在格洛索普、马斯顿、莫特拉姆、希望谷(Derbyshire)和托德莫顿拍摄。
节目在2002年结束，2005年又发布了一部此节目的电影。从2007年开始有传言说此节目将继续拍摄，但没有任何被证实或被否认。在2009年，谢尔史密斯和佩姆伯顿重新联合，创作了一个新的黑色情景喜剧《疯城记》。该剧完结后，两人在2014年又合作了新剧《9号秘事》。
2017年，为纪念《绅士联盟》广播剧首播20周年，周年特别篇三集全新剧情在英國廣播公司第二台播出，众多人气角色悉数回归。

## 历史
绅士联盟剧团舞台表演开始于1994年，组员曾确认团名来自于杰克·霍金斯的同名电影《绅士联盟》。1997年剧团在爱丁堡国际艺穗节上获得爱丁堡喜剧奖，同年他们的广播剧绅士联盟进城了在BBC广播四台首播。绅士联盟进城了的剧情发生在一个虚构的小镇废城（Spent），总共六集，获得了当年的广播学会奖。
1999年电视剧系列启动，播出后不久就吸引了一批狂热的支持者。电视系列一共三季，第一季于1999年播出，第二季于2000年播出，第三季于2002年播出。2000年在第二季结束后还推出了一集圣诞特辑。电视剧中原先的废城改名为Royston Vasey，后者是喜剧演员圆润罗伊·布朗的本名，罗伊本人也在剧中第二季以镇长的形象出现过。
绅士联盟的出现推动了情景喜剧的复兴，对后期出现的《小不列颠》产生了很大影响。

## 人物
绅士联盟累计出现接近100个角色，大部分在初期舞台剧巡演时就已经存在，其余的角色在电视剧的发展中逐渐补充。大部分的角色都住在 Royston Vasey。

### 角色原型和创造
众多猜测认为大部分剧中的角色以及城镇来源于佩姆伯顿的老家兰开夏郡的乔利，而Royston Vasey是基于另一个小村庄Adlington。Herr Lipp 这个角色据说是根据佩姆伯顿在德国犯心脏病时碰到的驻院神父而来；Pauline是基于谢尔史密斯当年去参加失业培训碰到的教员；在第二季的评论音轨中，佩姆伯顿和谢尔史密斯提到Papa Lazarou这个角色的灵感来源于他们曾经的房东，这个房东每次打电话都坚持只跟佩姆伯顿一个人说话（因为佩姆伯顿签的租房合同）而彻底忽视谢尔史密斯的存在，角色的经典台词也来源于房东的口头禅。加蒂斯曾在一个采访中提过，Local shop是来自于他们曾经去过的一间开在Rottingdean村里的小商铺。
村里的大多居民（无论男女老少）都由里斯·谢尔史密斯、史蒂夫·佩姆伯顿和马克·加蒂斯扮演。杰瑞米·德桑作为唯一一个没有受过表演训练的剧团成员负责写剧本和偶尔客串不重要的路人。剧情一般围绕散三人一组的角色互动展开（因为每个演员一次只能演一个角色），一个小组的角色很少有跟另一个小组的角色接触的机会。罕见的几次例外有：Papa Lazarou跟Bernice牧师在圣诞特辑中的会面（两个角色都由里斯·谢尔史密斯扮演）；Les McQueen从Pop的儿子那里买杂志（两个角色都由马克·加蒂斯扮演）；Alvin Steele在超市结账时的柜员是Iris（两个角色都由马克·加蒂斯扮演）。这样的设定也延续到了该剧的电影版，同一个演员扮演的角色不会同时出现。舞台剧中也出现过类似的梗，当Pam Doove去面试Ollie Plimsolls指导的耶稣诞生剧时，真正面试她的人却是跟Ollie同剧团的Dave（史蒂夫·佩姆伯顿扮演），Dave说Ollie因为一个”十分明显的原因“无法到场（Pam和Ollie都由里斯·谢尔史密斯扮演）。

## 书籍
- A Local Book for Local People (2000) 伦敦: 4th Estate, ISBN 1-84115-346-X
- The League of Gentlemen: Scripts and That (2003) 伦敦: BBC Worldwide, ISBN 0-563-48775-5
- The League of Gentlemen's Book of Precious Things (2007) 伦敦: Prion, ISBN 1-85375-621-0